# Циклада
Циклада (фр. CYCLADES) — французька дослідницька комп'ютерна мережа. Один із прообразів нинішнього інтернету. В мережі «Циклада» вперше реалізовано принцип розподілених хостів.
Цикладу створено на початку 1970-х років за фінансової підтримки французького уряду, інституту досліджень в інформатизації та автоматизації. Також у проєкті брали участь виробники комп'ютерного обладнання, дослідницькі інститути та університети. Керував проєктом французький учений Луї Пузен.
У побудові Циклади використано напрацювання інженерів мережі ARPANET, яка діяла тоді на території США.
З появою альтернативної комп'ютерної мережі Transpac 1976 року фінансування проєкту «Циклада» ускладнилося і на 1981 рік мережа перестала діяти.

## Технологія
Для передавання в Цикладі використовували пакет даних, званий датаграма. Технологія використання датаграм не передбачала чіткої адресації та захисту від втрат і спотворень інформації під час передавання.
Мережа мала децентралізовану структуру, де не було головного сховища інформації.
Основною одиницею побудови мережі були хости, які могли виконувати функцію приймача та джерела інформації. Це один із основних принципів побудови сучасного інтернету, успадкований від Циклади.